# Josse Lieferinxe

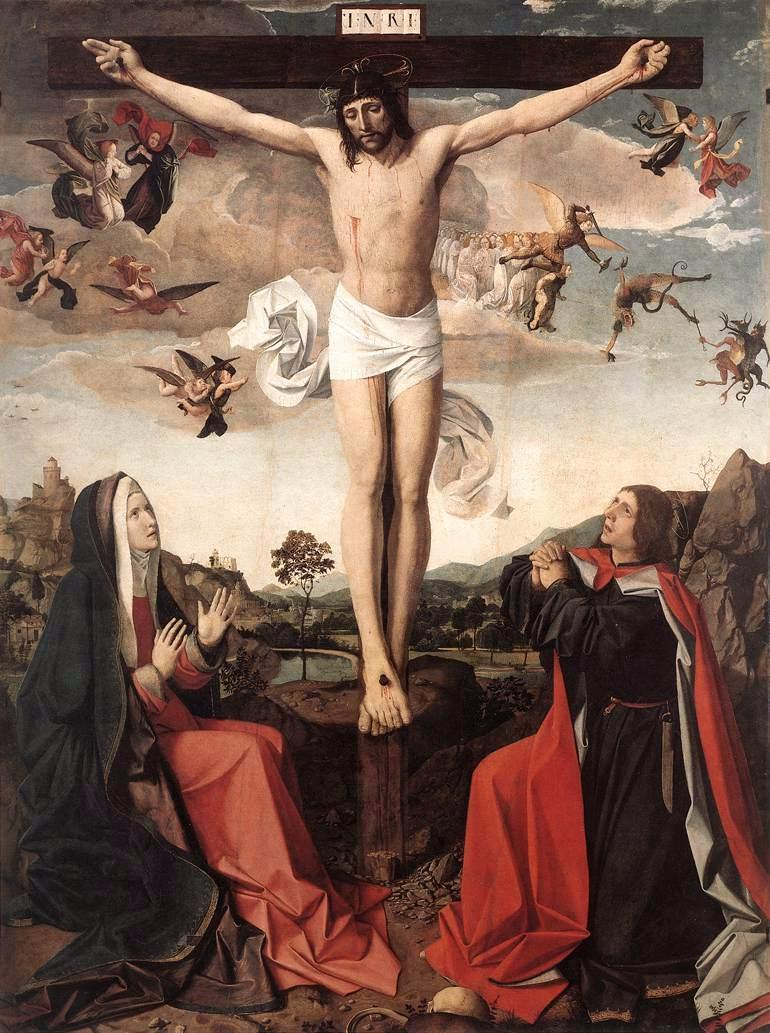
Calvario, ca. 1500, Musée du Louvre.

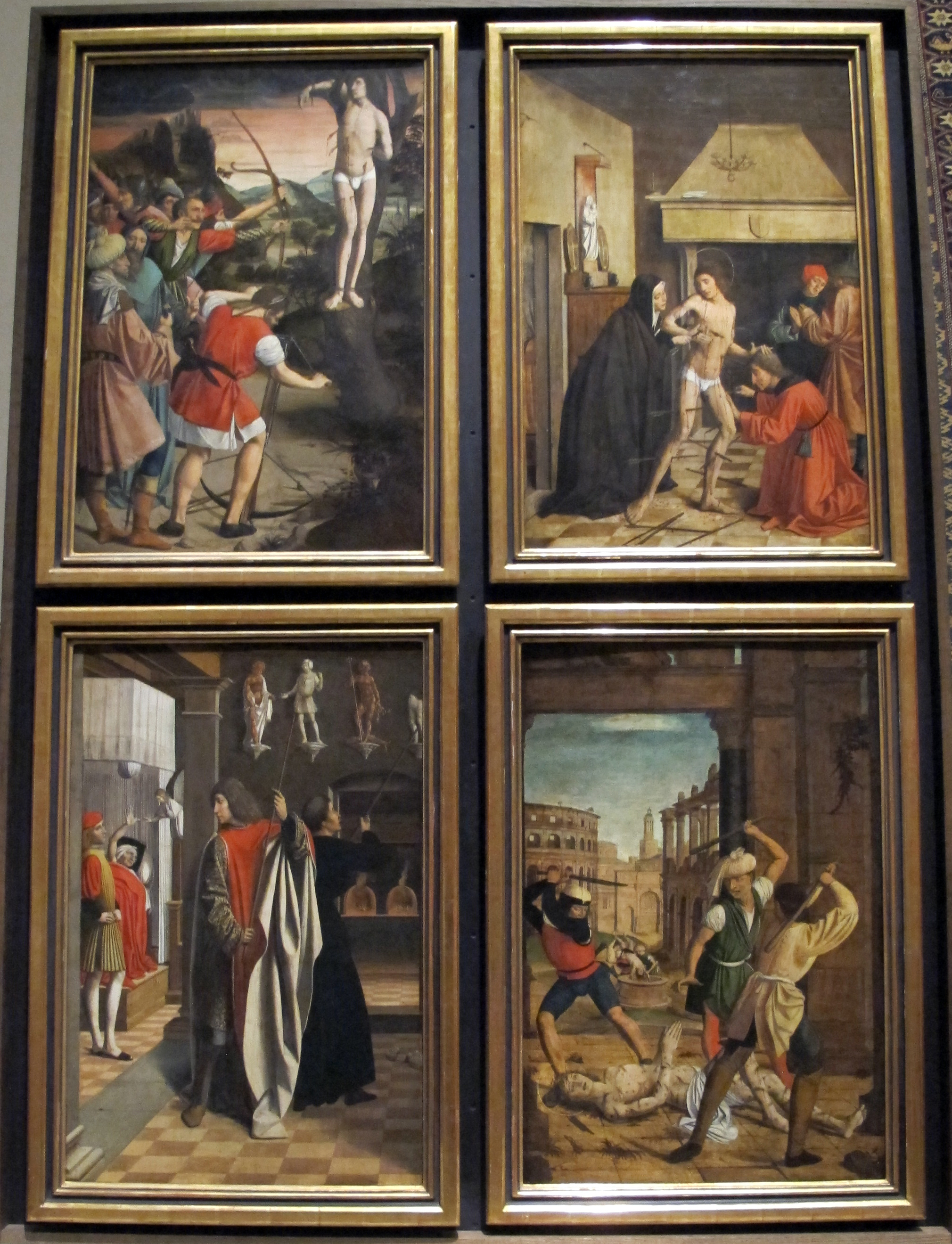
Cuatro de las tablas del retablo de San Sebastián, 1497, Philadelphia Museum of Art.

Josse Lieferinxe fue un pintor de finales del siglo XV y comienzos del siglo XVI (activo entre 1493 y 1503). Ha sido identificado con el maestro anónimo denominado Maestro de San Sebastián. Puede considerársele como pintor flamenco, aunque también incluírsele entre los maestros de la escuela de Provenza, cuyos más prominentes miembros (Barthélemy d'Eyck y Enguerrand Quarton) también procedían del norte.
Su apellido parece sugerir su procedencia de la localidad de Liefringem, cerca de Enghien, en la diócesis de Cambrai (Hainaut), por entonces parte de los Países Bajos de los Habsburgo. Con el nombre de Josse Lieferinxe y el gentilicio "picardo" (de la Picardía) aparece documentado trabajando en la región de Provenza (su primera mención, en 1493) y a finales del siglo XV y comienzos del siglo XVI en Aviñón y Marsella. En 1503 contrae matrimonio con Michelle, hija de Jean Changenet, el más importante de los pintores de Aviñón, en cuyo taller Lieferinxe es posible que hubiera madurado su estilo. Su última mención con vida es de 1505, y para 1508 ya es mencionado como fallecido.
Antes de ser identificado por Charles Sterling, que conectó su obra con un documento, su personalidad artística era reconocida como "Maestro de San Sebastián", por un retablo de ocho escenas que representa la vida y milagros de San Sebastián y San Roque, protectores de la peste, que fue encargado en 1497 para la iglesia de Nôtre Dame des Accoulés de Marseille. Bernardino Sismondi, el pintor que recibió inicialmente la comisión, murió antes de terminar la obra. A comienzos del siglo XX el retablo había sido desmontado y sus tablas dispersadas por distintos museos. Otras obras identificadas por su estilo son unos paneles de un retablo de la vida de la Virgen: dos pintados por ambos lados en el Musée Calvet de Aviñón (Circuncisión y Anunciación, y Santa Catalina y San Miguel Matando el Dragón) y unas Bodas de la Virgen en los Musées Royaux de Bruselas; un tercer panel, fragmentario, también pintado por ambos lados, se conserva en el Musée du Louvre.

## Obras
- Vida y milagros de San Sebastián, 1497.
  - San Sebastián ante Diocleciano, 1497 (Museo del Hermitage).
  - San Sebastián destruyendo ídolos paganos, 1497 (Philadelphia Museum of Art).
  -  San Sebastián intercedeiendo por los enfermos de peste.
  - Martirio de San Sebastián, 1497, y dos otros paneles (Philadelphia Museum of Art).[4]
  - San Sebastián intercede por los enfermos de peste, 1497 (Walters Art Museum, Baltimore).
  - Peregrinos ante la tumba de San Sebastián (Galleria Nazionale d'Arte Antica, Roma.
- El Arcángel San Miguel matando al dragón (Musée du Petit Palais, Aviñón).
- Abraham visitado por tres ángeles, ca. 1500 (Kress Collection, Denver Art Museum).
- Calvario (Musée du Louvre).
- Retablo. Scattered wing panels y otros elementos. (Royal Museum of Fine Arts, Brussels; Musée du Louvre; Musée Calvet, Aviñón).
- Ecce Homo (Biblioteca Ambrosiana).[5]
- Pietà (Amberes).
- Adoración del Niño Jesús, al reverso Santo obispo (Musée du Louvre).
- Visitación, al reverso, Santa Lucía (Musée du Louvre).